# سیارک ۲۲۶۳۹
سیارک ۲۲۶۳۹ (به انگلیسی: 22639 Nickanthony، نامگذاری:1998MP32) بیست و دو هزار و ششصد و سی و نهمین سیارک کشف شده‌است که در ۲۴ ژوئن ۱۹۹۸ کشف شد.
قدر مطلق سیارک برابر ۱۴.۸ است.